# 東京番長
『東京番長』（とうきょうばんちょう）は、鈴木けい一による漫画作品。『週刊少年サンデー』（小学館）において、
1995年2・3合併号より1997年19号まで連載された。単行本は全12巻。

## あらすじ
三重県四日市市から東京の半蔵門高校に転校してきた番長草上大樹は、
東京にツッパリがいないことにショックを受けるが、四日市に続き東京の高校もシメるために舎弟を増やしていく。

## 登場人物
草上大樹（くさがみ だいき）2年4組
出身＝三重県四日市市　血液型＝O
誕生日＝4月13日　おひつじ座
趣味＝東京観光　将来の夢＝東京をシメル！！
苦手なモノ＝東京の女子高生・東京の子供・東京の地理
座右の銘＝あなたのつけた足跡にゃキレイな花が咲くでしょう。
東京にツッパリがいないことにショックを受け、周りの人間をツッパリにさせようとしている。ケンカが強い。番長グループを結成する。
永井涼子（ながい りょうこ）2年4組
出身＝東京都目黒区　血液型＝B
誕生日＝6月14日　双子座
趣味＝ショッピング・雑学収集　将来の夢＝カッコいいOL
宝物＝Power Mac 6100
座右の銘＝蓼食う虫も好きすき
草上のクラスメート。草上に惹かれている。
古川政夫（ふるかわ まさお）1年
出身＝東京都青梅市　血液型＝A
誕生日＝2月25日　魚座
好きな音楽＝ジャーマン・メタル　好きな食べ物＝オリエンタル・カレー
趣味＝電車の吊り広告を読むこと
座右の銘＝長い物には巻かれろ
草上にツッパリに変えられた一人目。
最初は弱かったが、空手を始めてから心身ともに強くなっていく。
広瀬歳三（ひろせ としみつ）2年
出身＝東京都世田谷区　血液型＝A
誕生日＝10月10日　天秤座
好きなモノ＝たばこ　嫌いな言葉＝熱血　汗　努力
座右の銘＝たなからボタモチ
一言＝としぞうじゃねェぞ！
Xのボーカル　TOSHIをイメージ
空手の使い手。蹴り技が得意。
ロン毛が番長グループに入った為にリーゼントにされる。
河奈さつき（かなさつき）2年4組担任
出身＝東京都調布市　血液型＝O
誕生日＝12月5日　射手座
趣味＝読書日記をつけること　尊敬する人＝坂本金八
将来の夢＝全国のツッパリ君を更生させる！！
座右の銘＝信じられぬと嘆くよりも人を信じて傷つくほうがいい
草上の担任　メガネキャラの熱血教師
稲垣（いながき）2年3組
初期は暴力的なキャラクターだったが、徐々に暴力性がなくなっていった。
石田（いしだ）1年
パワーが非常にある空手部員。
番町グループ後、ウルトラセブン級のモヒカンにチェンジ
早坂義貴（はやさか よしき）2年2組
Xのドラム　YOSHIKIをイメージ
空手部　ナルシストだが、差し歯でヅラ。
真山（まやま）3年
草上に匹敵する力を持っている。空手部主将。
グループVS空手部の試合で「負けたら番長グループに入る」条件を潔く呑み髪型も変えた。
鷹西舞（たかにし まい）1年
空手部　空手部主将の真山が好きだったが古川の熱意と努力に心を惹かれ、好きになる
館嶋浩二（たてしまこうじ）3年？
出身＝東京都世田谷区　血液型＝AB
誕生日＝12月28日　山羊座
趣味＝町で見かけたムカつく奴の額をカチ割ること　尊敬する人＝オレ
将来の夢＝好きな物を腹いっぱい・・・じゃなくて、世界チャンピオン！！
座右の銘＝有言実行
高校生プロキックボクサーでもあり真山と同じ中学出身でもある。
真山の右目の傷を負わせた人物でもある。

## 書誌情報
- 鈴木けい一『東京番長』小学館〈少年サンデーコミックス〉、全12巻

1. 1995年7月18日発売、ISBN 978-4091235718
2. 1995年9月18日発売、ISBN 978-4091235725
3. 1995年11月18日発売、ISBN 978-4091235732
4. 1995年12月9日発売、ISBN 978-4091235749
5. 1996年3月18日発売、ISBN 978-4091235756
6. 1996年6月18日発売、ISBN 978-4091235763
7. 1996年8月10日発売、ISBN 978-4091235770
8. 1996年11月18日発売、ISBN 978-4091235787
9. 1997年2月18日発売、ISBN 978-4091235794
10. 1997年4月18日発売、ISBN 978-4091235800
11. 1997年7月18日発売、ISBN 978-4091252319（読切『龍球魂』収録）
12. 1997年8月9日発売、ISBN 978-4091252326（読切『ワイルド・リベンジ』収録）